# Johann von Leuchselring
Johann von Leuchselring  auch Leuxelring und in anderen Schreibweisen (* um 1585 in Haldenwang (Landkreis Günzburg); † nach 1659 wahrscheinlich in Ottobeuren) war Jurist, Stadtkanzler von Augsburg und Abgesandter bei den Verhandlungen zum Westfälischen Frieden.

## Leben
Johann Leuchselring wurde um 1585 als Sohn von Laurentius Leuchselring und dessen Ehefrau Regina Gränz in Haldenwang geboren. Sein Vater war zur Zeit seiner Geburt dort Gerichtsschreiber und Vogt. 1593/94 wurde der Vater erstmals von Fugger im schwäbischen Babenhausen als Gerichtsschreiber besoldet. Die Familie übersiedelte dorthin. Johann Leuchselring wuchs mit mindestens zwei Geschwistern und später sechs Halbgeschwistern in Babenhausen auf.
Im August des Jahres 1602 schrieb sich Johann Leuchselring an der Universität Dillingen zum Studium der Syntax ein. 1605 wurde er an der Universität Freiburg im Breisgau für Rechtswissenschaften immatrikuliert. Leuchselring hörte Vorlesungen bei Friedrich Martini, dessen Tochter Anna Maria er später heiratete. Das Paar hatte zwei Söhne, Johann Friedrich (* 1615) und Justinian Reinhard (* 1635). Bei seiner Eheschließung war Leuchselring bereits ritterständischer Syndikus. Er verdiente den Lebensunterhalt für seine Familie mit der Vertretung der Reichsritterschaft in rechtlichen Fragen.
In einem Bittgesuch zum Adelsbrief schrieb Leuchselring, „dass er nunmehr in das 14. Jahr der Reichsfreien Ritterschaft im Lande Schwaben, dem Verein St. Georgen Schilts auch des Viertheyls im Högaw, Allgäw und am Bodensee auch verschiedenen catholischen Fürsten und Stenden in wirklichem Rathe [diene]“. Dem Gesuch wurde entsprochen und Leuchselring wurde am 2. Oktober 1630 geadelt.
Auf dem Kurfürstentag zu Regensburg 1630 vertrat Leuchselring die Stadt Augsburg. Am 14. Februar 1636 wurde er von dieser als Stadtkanzler eingestellt und arbeitete als ihr Gesandter am kaiserlichen Hof. 1638 hielt sich Leuchselring in Wien auf, gab von dort aus sein Amt als Stadtkanzler auf, wurde aber 1639 wieder auf diesen Posten eingestellt.
Augsburg entsandte Leuchselring schließlich 1645 nach Münster zu den Friedensverhandlungen, die den Dreißigjährigen Krieg beenden sollten. Leuchselring vertrat dort den Katholizismus, den Rat der Stadt Augsburg und die schwäbischen Grafen. Nachdem der Westfälische Friede geschlossen war, wurde Leuchselring 1649 von der Stadt Augsburg entlassen.
Von 1650 bis 1659 bekleidete er das Amt eines Stiftsbeamten im Kloster Ottobeuren.

## Weitere Belege
- Staatsarchiv Sigmaringen, Depot 38 T 1.
- Fuggerarchiv Dillingen, FA 67.1.10.
- Pfarrmatrikel der Diözese Augsburg.